# Kézilabda az 1936. évi nyári olimpiai játékokon
Az 1936. évi nyári olimpiai játékokon a kézilabdatornát augusztus 6. és 14. között rendezték. Ez volt az első kézilabdatorna az olimpiák történetében.
A tornát az otthon játszó Németország nyerte, a magyar férfi kézilabda-válogatott negyedik helyezést ért el.

## Éremtáblázat
| Az 1936. évi nyári olimpiai játékok éremtáblázata kézilabdában | Az 1936. évi nyári olimpiai játékok éremtáblázata kézilabdában | Az 1936. évi nyári olimpiai játékok éremtáblázata kézilabdában | Az 1936. évi nyári olimpiai játékok éremtáblázata kézilabdában | Az 1936. évi nyári olimpiai játékok éremtáblázata kézilabdában | Olimpia  |
| -------------------------------------------------------------- | -------------------------------------------------------------- | -------------------------------------------------------------- | -------------------------------------------------------------- | -------------------------------------------------------------- | -------- |
|                                                                | Ország                                                         | Arany                                                          | Ezüst                                                          | Bronz                                                          | Összesen |
| 1.                                                             | Németország (GER)                                              | 1                                                              | 0                                                              | 0                                                              | 1        |
|                                                                |                                                                |                                                                |                                                                |                                                                |          |
| 2.                                                             | Ausztria (AUT)                                                 | 0                                                              | 1                                                              | 0                                                              | 1        |
|                                                                |                                                                |                                                                |                                                                |                                                                |          |
| 3.                                                             | Svájc (SUI)                                                    | 0                                                              | 0                                                              | 1                                                              | 1        |
|                                                                |                                                                |                                                                |                                                                |                                                                |          |
| Összesen                                                       | Összesen                                                       | 1                                                              | 1                                                              | 1                                                              | 3        |

## Érmesek
| Az 1936. évi nyári olimpiai játékok érmesei férfi kézilabdában | Az 1936. évi nyári olimpiai játékok érmesei férfi kézilabdában | Az 1936. évi nyári olimpiai játékok érmesei férfi kézilabdában | Az 1936. évi nyári olimpiai játékok érmesei férfi kézilabdában |
| --- | --- | --- | -------------------------------------------------------------- |
| Arany | Ezüst | Bronz |                                                                |
| Németország (GER) | Ausztria (AUT) | Svájc (SUI) |                                                                |
| Willy Bandholz Wilhelm Baumann Helmut Berthold Helmut Braselmann Wilhelm Brinkmann Georg Dascher Kurt Dossin Fritz Fromm Hermann Hansen Erich Herrmann Heinrich Keimig Hans Keiter Alfred Klingler Arthur Knautz Heinz Körvers Karl Kreutzberg Wilhelm Müller Günther Ortmann Edgar Reinhardt Fritz Spengler Rudolf Stahl Hans Theilig | Franz Bartl Franz Berghammer Franz Bistricky Franz Brunner Johann Houschka Emil Juracka Ferdinand Kiefler Josef Krejci Otto Licha Friedrich Maurer Anton Perwein Siegfried Powolny Siegfried Purner Walter Reisp Alfred Schmalzer Alois Schnabel Ludwig Schuberth Johann Tauscher Jaroslav Volak Leopold Wohlrab Friedrich Wurmböck Johann Zehetner | Max Blösch Rolf Fäs Burkhard Gantenbein Willy Gysi Erland Herkenrath Ernst Hufschmid Willy Hufschmid Werner Meyer Georg Mischon Willy Schäfer Werner Scheurmann Edy Schmid Erich Schmitt Eugen Seiterle Max Streib Robert Studer Rudolf Wirz |                                                                |

## Lebonyolítás
A 6 csapatot 2 csoportba osztották. A csoportkörből az első két helyezett jutott a négyes döntőbe. A csoportkör két harmadik helyezettje az 5. helyért játszott. A négyes döntőben a csapatok újabb körmérkőzéseket játszottak, ennek a csoportnak a végeredménye lett egyben a torna végeredménye is.

## Csoportkör
| Színmagyarázat                                               |
| ------------------------------------------------------------ |
| A csoportok első két helyezettje bejutott a négyes döntőbe.  |
| A csoportok harmadik helyezettjei az 5. helyért játszhattak. |

### A csoport
| Csapat                 | M | Gy | D | V | G+ | G– | Gk  | P |
| ---------------------- | - | -- | - | - | -- | -- | --- | - |
| Németország (GER)      | 2 | 2  | 0 | 0 | 51 | 1  | +50 | 4 |
| Magyarország (HUN)     | 2 | 1  | 0 | 1 | 7  | 24 | –17 | 2 |
| Egyesült Államok (USA) | 2 | 0  | 0 | 2 | 3  | 36 | –33 | 0 |

| 1936. augusztus 6. 17:15 | Németország (GER) | 22 – 0 | Magyarország (HUN) | Police Stadion |
| 1936. augusztus 6. 17:15 | (14 – 0)          |        |                    | Police Stadion |
| 1936. augusztus 6. 17:15 |                   |        |                    | Police Stadion |

| 1936. augusztus 7. 17:20 | Magyarország (HUN) | 7 – 2 | Egyesült Államok (USA) | Police Stadion |
| 1936. augusztus 7. 17:20 | (4 – 1)            |       |                        | Police Stadion |
| 1936. augusztus 7. 17:20 |                    |       |                        | Police Stadion |

| 1936. augusztus 8. 17:15 | Németország (GER) | 29 – 1 | Egyesült Államok (USA) | Police Stadion |
| 1936. augusztus 8. 17:15 | (17 – 0)          |        |                        | Police Stadion |
| 1936. augusztus 8. 17:15 |                   |        |                        | Police Stadion |

### B csoport
| Csapat         | M | Gy | D | V | G+ | G– | Gk  | P |
| -------------- | - | -- | - | - | -- | -- | --- | - |
| Ausztria (AUT) | 2 | 2  | 0 | 0 | 32 | 6  | +26 | 4 |
| Svájc (SUI)    | 2 | 1  | 0 | 1 | 11 | 20 | –9  | 2 |
| Románia (ROU)  | 2 | 0  | 0 | 2 | 9  | 26 | –17 | 0 |

| 1936. augusztus 6. 17:15 | Ausztria (AUT) | 18 – 3 | Románia (ROU) | BSV Field |
| 1936. augusztus 6. 17:15 | (5 – 1)        |        |               | BSV Field |
| 1936. augusztus 6. 17:15 |                |        |               | BSV Field |

| 1936. augusztus 7. 17:15 | Svájc (SUI) | 8 – 6 | Románia (ROU) | BSV Field |
| 1936. augusztus 7. 17:15 | (5 – 2)     |       |               | BSV Field |
| 1936. augusztus 7. 17:15 |             |       |               | BSV Field |

| 1936. augusztus 8. 17:15 | Ausztria (AUT) | 14 – 3 | Svájc (SUI) | BSV Field |
| 1936. augusztus 8. 17:15 | (8 – 2)        |        |             | BSV Field |
| 1936. augusztus 8. 17:15 |                |        |             | BSV Field |

## Helyosztók

### Az 5. helyért
| 1936. augusztus 10. 11:00 | Románia (ROU) | 10 – 3 | Egyesült Államok (USA) | BSV Field |
| 1936. augusztus 10. 11:00 | (4 – 0)       |        |                        | BSV Field |
| 1936. augusztus 10. 11:00 |               |        |                        | BSV Field |

### Négyes döntő
| 1936. augusztus 10. 16:00 | Németország (GER) | 19 – 6 | Magyarország (HUN) | Police Stadion |
| 1936. augusztus 10. 16:00 | (11 – 3)          |        |                    | Police Stadion |
| 1936. augusztus 10. 16:00 |                   |        |                    | Police Stadion |

| 1936. augusztus 10. | Ausztria (AUT) | 11 – 6 | Svájc (SUI) | Police Stadion |
| 1936. augusztus 10. | (6 – 3)        |        |             | Police Stadion |
| 1936. augusztus 10. |                |        |             | Police Stadion |

| 1936. augusztus 12. 15:00 | Ausztria (AUT) | 11 – 7 | Magyarország (HUN) | Olimpiai Stadion |
| 1936. augusztus 12. 15:00 | (5 – 2)        |        |                    | Olimpiai Stadion |
| 1936. augusztus 12. 15:00 |                |        |                    | Olimpiai Stadion |

| 1936. augusztus 12. | Németország (GER) | 16 – 6 | Svájc (SUI) | Olimpiai Stadion |
| 1936. augusztus 12. | (9 – 3)           |        |             | Olimpiai Stadion |
| 1936. augusztus 12. |                   |        |             | Olimpiai Stadion |

| 1936. augusztus 14. 15:00 | Svájc (SUI) | 10 – 5 | Magyarország (HUN) | Olimpiai Stadion |
| 1936. augusztus 14. 15:00 | (7 – 2)     |        |                    | Olimpiai Stadion |
| 1936. augusztus 14. 15:00 |             |        |                    | Olimpiai Stadion |

| 1936. augusztus 14. 16:50 | Németország (GER) | 10 – 6 | Ausztria (AUT) | Olimpiai Stadion |
| 1936. augusztus 14. 16:50 | (5 – 3)           |        |                | Olimpiai Stadion |
| 1936. augusztus 14. 16:50 |                   |        |                | Olimpiai Stadion |

Végeredmény
| Csapat             | M | Gy | D | V | G+ | G– | Gk  | P |
| ------------------ | - | -- | - | - | -- | -- | --- | - |
| Németország (GER)  | 3 | 3  | 0 | 0 | 45 | 18 | +27 | 6 |
| Ausztria (AUT)     | 3 | 2  | 0 | 1 | 28 | 23 | +5  | 4 |
| Svájc (SUI)        | 3 | 1  | 0 | 2 | 22 | 32 | –10 | 2 |
| Magyarország (HUN) | 3 | 0  | 0 | 3 | 18 | 40 | –22 | 0 |

| Az 1936. évi nyári olimpiai játékok férfi kézilabdatornájának olimpiai bajnoka |
| · NÉMETORSZÁG · 1. cím                                                         |
| ------------------------------------------------------------------------------ |

## Végeredmény
| Helyezés | Csapat                 | M | Gy | D | V | G+ | G– | Gk  | P  |
| -------- | ---------------------- | - | -- | - | - | -- | -- | --- | -- |
| Arany    | Németország (GER)      | 5 | 5  | 0 | 0 | 96 | 19 | +77 | 10 |
| Ezüst    | Ausztria (AUT)         | 5 | 4  | 0 | 1 | 60 | 29 | +31 | 8  |
| Bronz    | Svájc (SUI)            | 5 | 2  | 0 | 3 | 33 | 52 | –19 | 4  |
| 4.       | Magyarország (HUN)     | 5 | 1  | 0 | 4 | 25 | 64 | –39 | 2  |
|          |                        |   |    |   |   |    |    |     |    |
| 5.       | Románia (ROU)          | 3 | 1  | 0 | 2 | 19 | 29 | –10 | 2  |
| 6.       | Egyesült Államok (USA) | 3 | 0  | 0 | 3 | 6  | 46 | –40 | 0  |